# شوخی با ستارگان
شوخی با ستارگان یک مجموعهٔ دوربین مخفی چهارقسمتی بود که در فاصله‌های زمانی با کمک شرکت بیک تهیه شده و در سال ۱۳۹۲ منتشر شد. این برنامه توسط امیرحسین قهرایی که از اولین سازندگان دوربین مخفی در ایران است ساخته شد.

## کارگردان قلابی
یکی از آیتم‌های این برنامه کارگردانی بود که مثلاً از آمریکا آمده و با سینمای ایران آشنایی ندارد. اولین آیتم این برنامه با حضور باران کوثری بود که نقش آن را خود امیرحسین قهرایی بازی می‌کرد که گریم شده بود و به لهجه اصفهانی صحبت می‌کرد. بقیه قسمت‌های این آیتم را سیروس سپهری بازی می‌کرد. کارهایی که موجب شک بازیگران می‌شد شامل پوشیدن پیژامه صورتی توسط سیروس سپهری و جوراب‌های دخترانه و فیلم‌نامه بچگانه و مسخره (شازده کوچولو، پری دریایی و..) بود و در آن با بیژن بنفشه‌خواه، رابعه اسکویی، حسن جوهرچی، شهره سلطانی، کیانوش گرامی، لاله صبوری، زهره حمیدی و سحر ولدبیگی شوخی شد.

## دعوت به بوتیک
در این آیتم جهانگیر کوثری (که تهیه‌کننده شوخی با ستارگان نیز بود) قبل از فیلمبرداری مخفی از هنرپیشگان مرد می‌خواست که به یک بوتیک مشخص در شمال شهر بروند و لباسی برای خود به دلخواه انتخاب کنند. این آیتم دو نوع بود:

### دزدی از بوتیک
در این آیتم قرار گذاشته شده بود که صاحب بوتیک به طبقه بالا رفته و راننده‌ای که بازیگر را به بوتیک رسانده بود جلوی چشم بازیگر از بوتیک لباس‌های گرانقیمت برداشته و در کیف بزرگ خود بگذارد. سپس هنگام بیرون رفتن آلارم‌هایی که روی لباس‌ها است صدا بدهد و صاحب بوتیک (به ظاهر) شک کند. در این آیتم مهران غفوریان، مهرداد صدیقیان، مهدی صبایی و کامران تفتی در مقابل دوربین مخفی قرار گرفتند.

### سرقت مسلحانه
در این آیتم بازیگران به بوتیک می‌رفتند و دو نفر به ظاهر بدون اینکه اسلحه‌ای داشته باشند برای دستبرد زدن به بوتیک می‌آمدند و بازیگران را تهدید می‌کردند. در این آیتم افرادی چون رضا توکلی، امیریل ارجمند، پژمان بازغی و سام درخشانی روبه‌روی دوربین مخفی قرار گرفتند.

## هویت دروغ بازیگر
در این آیتم که در جشنواره فیلم‌های کودک و نوجوان اصفهان برگزار شد، با سه بازیگر شوخی شد. به این صورت که در هنگام مصاحبه، فردی آن را قطع کرده و هویت بازیگری دیگر را به او نسبت می‌داد و باعث اختلال در مصاحبه می‌شد. افرادی که مورد شوخی قرار گرفتند، لیلا بلوکات (الهام حمیدی)، مارال فرجاد (نیوشا ضیغمی) و امید زندگانی (امین حیایی) بودند.

## رادیو اکتیو
در این آیتم از بازیگری دعوت می‌شد. ناگهان فردی با لباس تیمارستان آمده و با بازیگر روبوسی می‌کرد. چند لحظه بعد آمبولانس سر رسیده و به بازیگر گفته می‌شد که بدن او به رادیو اکتیو آلوده شده‌است. سپس به او می‌گفتند که برای از بین رفتن آن درخت را بغل کند، خود را روی فویل غلت دهد و بالا و پایین بپرد …! در این آیتم با امیر نوری، احمد یاوری، رامسین کبریتی، سیامک اشعریون و محمود بصیری (که فریب نخورد) شوخی شد.

## مجری دست‌وپا چلفتی
در این آیتم که دوربین درست روبه‌روی چشم بازیگر قرارداشت، به ظاهر برنامه تلویزیونی در جریان جشنواره فیلم فجر برگزار شده و از بازیگران دعوت می‌گردد تا مصاحبه کنند. اما مجری در طی حرف زدن بازیگر ناگهان دست و پا چلفتی بازی درمی‌آورد: از صندلی می‌افتد، با لگد میز را می‌پراند، از پشت می‌افتد و … تا ببینند که عکس‌العمل بازیگر چیست و آیا می‌تواند رشته کلام را از دست ندهد؟ در این آیتم با بهناز توکلی، محمد متوسلانی، محمود بنفشه‌خواه، پرویز پرستویی، حسام نواب صفوی و بیوک میرزایی شوخی شد.

## سارا امیری
در این آیتم حسین عابدینی مورد شوخی قرار گرفت. عوامل هتل وی را در اصفهان پیدا کردند و درحالی‌که روبروی هتل ایستاده‌است، سارا امیری –که از عوامل است- نزدیک به وی می‌ایستد و مردم که هماهنگ شده‌اند، از وی امضا می‌گیرند، عکس می‌اندازند و به عابدی توجه نمی‌کنند. حتی یک نفر از او می‌خواهد که عکسش را با امیری بیندازد…